# 24611 Svetochka
A 24611 Svetochka (ideiglenes jelöléssel 1978 SH3) a Naprendszer kisbolygóövében található aszteroida. Ljudmila Vasziljevna Zsuravljova fedezte fel 1978. szeptember 26-án.